# Beneta de Massa
Beneta de Massa fou filla de Guillem Salusi IV de Càller. Va heretar el jutjat de Càller a la mort del pare. De 1214 a 1217 el va governar el seu marit Barisó II d'Arborea (Barisó Torxitori IV de Càller), llevat de la influència d'Ubald Visconti de Gallura que el 1216 va construir la fortalesa de Castello (Catel di Castro, després el centre de la ciutat de Càller), però Barisó va morir el 1217 i va deixar un fill de pocs mesos, Guillem de Càller, que fou reconegut jutge a Càller sota la regència de la mare Beneta. Aquesta es va tornar a casar vers el 1220 amb Lambert Visconti de Gallura que va governar el jutjat fins a la seva mort el 1225. El 1227 es va casar amb Enric de Capraia membre de la familia dels comtes de Capraia no identificat, i finalment es va casar amb Rinaldo Glandi, i ambdós van governar el jutjat. Beneta va morir el 1232 i llavors el seu fill Guillem Salusi V va governar efectivament (1235).